# Попович, Срджан
Срджан Попович (серб. Срђан Поповић / Srđan Popović, 16 сентября 1978, Приштина, СФРЮ) — сербский политик. Мэр Грачаницы, сербского анклава в Косово и Метохии с 2017 г.

## Биография

### Ранняя жизнь и карьера
Родился в 1978 году в Приштине, которая в то время была частью Социалистической Федеративной Республики Югославии. Окончил начальную и среднюю школу в Приштине и окончил Философский Факультет Приштинского университета.
Во время войны в Косово и Метохии был волонтером в НПО «Центр мира и толерантности» и работал координатором гуманитарной помощи. После войны работал в ОБСЕ преподавателем сербских членов избирательной комиссии. Также работал координатором по делам перемещённых в результате войны лиц и активно работал в сербских анклавах.
С 2008 по 2011 год был директором Института охраны памятников культуры в Грачанице.

### Политическая карьера
Его первое реальное участие в политической жизни произошло в 2011 году, когда он работал советником по политическим вопросам в Министерстве окружающей среды и территориального планирования в Правительстве Республики Косово. В сентябре 2011 года был назначен новым директором Управления по связям с общественностью и старшим советником премьер-министра.
С 2015 по 2017 год был депутатом Скупщины Косово как представитель Сербского списка .
Был избран новым президентом муниципалитета Грачаница после местных выборов в 2017 году, на которых получил 87,2 % от общего числа голосов.